# Badghis (tỉnh)
Bādghīs (tiếng Ba Tư/tiếng Pashto: بادغیس Badghis (tỉnh) là một trong 34 tỉnh của Afghanistan. Tỉnh lỵ là thành phố Qala i Naw. Tỉnh có dân số khoảng 500.000 người, diện tích 20.591 km². Phía bắc giáp tỉnh Mary của Turkmenistan, phía nam giáp tỉnh Ghor, phía đông giáp tỉnh Faryab, phía tây giáp tỉnh Herat.